# Peter Ceesay
Peter Ceesay (ur. 18 lutego 1959) – gambijski lekkoatleta uprawiający biegi średniodystansowe, olimpijczyk.
W 1984 roku reprezentował swój kraj na igrzyskach w Los Angeles, startował w biegu na 800 m mężczyzn – odpadł w eliminacjach z czasem 1:55,35 s

## Rekordy życiowe
| Dystans             | Wynik   | Miejsce | Data             |
| ------------------- | ------- | ------- | ---------------- |
| bieg na 3000 metrów | 9:45,50 |         | 15 kwietnia 1989 |

Jego bratem bliźniakiem jest Paul Ceesay, również gambijski olimpijczyk i średniodystansowiec. 